# Jasmina Keber
Jasmina Keber (* 26. November 1988 in Kirchheim unter Teck) ist eine slowenische Crossminton (früher Speed-Badminton, Speedminton)-Spielerin, viermalige Weltmeisterin (2013, 2015, 2019 und 2025) und dreimalige Europameisterin (2012, 2014 und 2024). Keber hat bei der ersten Speed-Badminton-Weltmeisterschaft 2011 in Berlin den zweiten Platz belegt, wurde im selben Jahr in Poreč Europameisterin und gewann 2013 den Titel auch bei den Weltmeisterschaften. 2014 gewann sie erneut den Titel bei den Europameisterschaften und 2015 und 2019 auch bei den Weltmeisterschaften. 2024 gewann sie zum dritten Mal den Titel bei den Europameisterschaften und in 2025 auch noch zum vierten Mal bei den Weltmeisterschaften.
Im Januar 2012 erreichte Keber die Spitze der ICO-Weltrangliste im Frauen-Einzel. Von 2010 bis 2025 gewann sie 105 Turniere im Einzel (64 ICO-World-Series-Turniere und 41 ICO-Cup-Turniere) und 58 Turniere im Doppel (34 ICO-World-Series-Turniere und 24 Cup-Turniere). Derzeit wohnt sie in Radeče, Slowenien.

## Karriere

### 2011
Jasmina Keber startete die Saison 2011 mit ihrem ersten Sieg bei einem World Series Turnier, den Slovenian Open. Dem erfolgreichen Start folgten weitere Siege bei den World Series Turnieren in Serbien, Kroatien und Ungarn. Bei den Slovak Open belegte sie den zweiten Platz.
Bei der ersten Speed-Badminton-Weltmeisterschaft 2011 hat sie als drittgesetzte Spielerin im Finale gegen Janet Köhler aus Deutschland in zwei Sätzen verloren und holte sich somit mit der Silbermedaille ihre erste WM-Medaille.

### 2012
Am Anfang des Jahres eroberte sie erstmals die Spitze der Weltrangliste und gewann erneut die Slovenian Open als erstes Turnier der ISBO World Series 2012. Es folgten weitere Siege bei den Croatian Open, Slovak Open, Serbian Open, Ukrainian Open und den Czech Open, sowie zwei Finalniederlagen – bei den Portuguese Open und Swiss Open. Das schlechteste Saisonergebnis war der dritte Platz bei den Hungarian Open.
Bei der Europameisterschaft in Poreč, Kroatien wurde Jasmina Keber ihrer Favoritenrolle gerecht und holte sich mit drei Medaillen den Titel der erfolgreichsten Spielerin der EM 2012. Die Goldmedaille und somit den Titel Europameisterin 2012 holte sie sich in der Kategorie Damen Einzel, die Silbermedaille gewann sie zusammen mit ihrer Doppelpartnerin Helena Halas im Damen Doppel und die Bronzemedaille im Mixed Doppel mit ihrem Doppelpartner Matjaž Šušteršič.

### 2013
Einen guten Start in die ISBO World Series 2013 Saison bewies sie mit dem dritten Sieg in Folge bei ihrem Heimturnier, den Slovenian Open. Es folgten weitere Siege bei den Hungarian Open, French Open, Slovak Open, Croatian Open, Dutch Open, Ukrainian Open und Portuguese Open.
Bei der Speed-Badminton-Weltmeisterschaft 2013 in Berlin gelang Jasmina Keber der Höhepunkt ihrer Karriere – zu dem EM-Titel im vorherigen Jahr holte sie sich mit dem Finalsieg gegen Marta Sołtys aus Polen noch den WM-Titel in der Kategorie Damen Einzel. Dem Erfolg im Einzel fügte sie noch eine Bronzemedaille im Mixed Doppel mit ihrem Doppelpartner Matjaž Šušteršič hinzu.
Im Juli 2013 wurde Jasmina Keber die erste Spielerin der Crossminton-Geschichte, die gleichzeitig aktuelle EM- und WM-Meisterin ist, sowie die Weltranglistenerste im Einzel und auch im Doppel.

## Weltmeisterschaften

### 2011 – BerlinDeutschland
| Medaille | Kategorie     | Belag | Finalgegnerin | Ergebnis     | Partner(In) |
| -------- | ------------- | ----- | ------------- | ------------ | ----------- |
| Silber   | Frauen Einzel | Sand  | Janet Köhler  | 16:18, 13:16 | /           |

### 2013 – BerlinDeutschland
| Medaille | Kategorie     | Belag | Finalgegnerin | Ergebnis            | Partner(In)      |
| -------- | ------------- | ----- | ------------- | ------------------- | ---------------- |
| Gold     | Frauen Einzel | Sand  | Marta Sołtys  | 13:16, 17:15, 16:14 | /                |
| Bronze   | Mixed Doppel  | Sand  | /             | /                   | Matjaž Šušteršič |

### 2015 – BerlinDeutschland
| Medaille | Kategorie     | Belag | Finalgegnerin                 | Ergebnis     | Partner(In)      |
| -------- | ------------- | ----- | ----------------------------- | ------------ | ---------------- |
| Gold     | Frauen Einzel | Hart  | Janet Köhler                  | 16:11, 16:13 | /                |
| Silber   | Mixed Doppel  | Rasen | Rebecca Nielsen/Melker Ekberg | 14:16, 13:16 | Matjaž Šušteršič |

### 2017 – WarschauPolen
| Medaille | Kategorie    | Belag | Finalgegner | Ergebnis | Partner(In)      |
| -------- | ------------ | ----- | ----------- | -------- | ---------------- |
| Bronze   | Mixed Doppel | Sand  | /           | /        | Matjaž Šušteršič |

### 2019 – BudapestUngarn
| Medaille | Kategorie     | Belag   | Finalgegnerin | Ergebnis    | Partner(In) |
| -------- | ------------- | ------- | ------------- | ----------- | ----------- |
| Gold     | Frauen Einzel | Parkett | Lori Škerl    | 16:9, 16:13 | /           |

### 2021 – ZagrebKroatien
| Medaille | Kategorie     | Belag | Finalgegnerin                  | Ergebnis     | Partner(In) |
| -------- | ------------- | ----- | ------------------------------ | ------------ | ----------- |
| Silber   | Frauen Einzel | Hart  | Yurina Abe                     | 13:16, 9:16  | /           |
| Gold     | Frauen Doppel | Hart  | Tereza Hogenova/Tereza Šimkova | 16:13, 18:16 | Danaja Knez |

### 2023 – BrnoTschechien
| Medaille | Kategorie     | Belag   | Finalgegnerin | Ergebnis   | Partner(In) |
| -------- | ------------- | ------- | ------------- | ---------- | ----------- |
| Silber   | Frauen Einzel | Teppich | Yurina Abe    | 8:16, 7:16 | /           |
| Bronze   | Frauen Doppel | Teppich | /             | /          | Danaja Knez |

### 2025 – WarsawPolen
| Medaille | Kategorie     | Belag | Finalgegnerin | Ergebnis     | Partner(In) |
| -------- | ------------- | ----- | ------------- | ------------ | ----------- |
| Gold     | Frauen Einzel | Hart  | Yurina Abe    | 16:11, 16:14 | /           |
| Bronze   | Mixed Doppel  | Sand  | /             | /            | Jaša Jovan  |

## Europameisterschaften

### 2012 – PorečKroatien
| Medaille | Kategorie     | Belag | Finalgegnerin                  | Ergebnis                  | Partner(In)      |
| -------- | ------------- | ----- | ------------------------------ | ------------------------- | ---------------- |
| Gold     | Frauen Einzel | Sand  | Agnes Darnyik                  | 16:11, 16:9, 13:16, 16:13 | /                |
| Silber   | Frauen Doppel | Sand  | Agnes Darnyik/Krisztina Bognar | 7:16, 9:16, 13:16         | Helena Halas     |
| Bronze   | Mixed Doppel  | Sand  | /                              | /                         | Matjaž Šušteršič |

### 2014 – WarschauPolen
| Medaille | Kategorie     | Belag | Finalgegnerin                 | Ergebnis    | Partner(In)      |
| -------- | ------------- | ----- | ----------------------------- | ----------- | ---------------- |
| Gold     | Frauen Einzel | Sand  | Jennifer Greune               | 16:10, 16:9 | /                |
| Silber   | Mixed Doppel  | Sand  | Jennifer Greune/Daniel Gossen | 1:16, 11:16 | Matjaž Šušteršič |

### 2016 – BrestFrankreich
| Medaille | Kategorie     | Belag | Finalgegnerin | Ergebnis | Partner(In)      |
| -------- | ------------- | ----- | ------------- | -------- | ---------------- |
| Bronze   | Frauen Einzel | Hart  | /             | /        | /                |
| Bronze   | Mixed Doppel  | Hart  | /             | /        | Matjaž Šušteršič |

## Finalspiele

### Einzel
| ICO World Series |
| ---------------- |

| Datum      | Turnier          | Rank/Punkte  | Belag      | Finalgegnerin           | Sieg/Niederlage | Finalergebnis       |
| ---------- | ---------------- | ------------ | ---------- | ----------------------- | --------------- | ------------------- |
| 28-01-2011 | Podčetrtek       | 1.000 Punkte | Parkett    | Helena Halas            | Sieg            | 15:17, 16:10, 16:5  |
| 21-05-2011 | Bratislava       | 1.000 Punkte | Parkett    | Marta Sołtys            | Niederlage      | 12:16, 15:17        |
| 04-06-2011 | Belgrad          | 1.000 Punkte | Parkett    | Barbora Syč-Krivanova   | Sieg            | 16:6, 16:11         |
| 18-06-2011 | Rijeka           | 1.000 Punkte | Parkett    | Veronika Kunyik         | Sieg            | 16:6, 16:10         |
| 24-09-2011 | Budapest         | 1.000 Punkte | Parkett    | Barbora Syč-Krivanova   | Sieg            | 16:8, 16:12         |
| 28-01-2012 | Podčetrtek       | 1.000 Punkte | Parkett    | Barbora Syč-Krivanova   | Sieg            | 16:13, 16:11        |
| 14-04-2012 | Zagreb           | 1.000 Punkte | Parkett    | Barbora Syč-Krivanova   | Sieg            | 16:10, 21:19        |
| 05-05-2012 | Lissabon         | 1.000 Punkte | Parkett    | Jennifer Greune         | Niederlage      | 11:16, 16:18        |
| 26-05-2012 | Trnava           | 1.000 Punkte | Hart       | Agnes Darnyik           | Sieg            | 15:17, 16:12, 20:18 |
| 09-06-2012 | Belgrad          | 1.000 Punkte | Sand       | Rebecca Nielsen         | Sieg            | 16:13, 16:10        |
| 28-07-2012 | Uzhgorod         | 1.000 Punkte | Parkett    | Agnes Darnyik           | Sieg            | 16:8, 16:4          |
| 15-09-2012 | Praga            | 1.000 Punkte | Sand       | Krisztina Bognar        | Sieg            | 12:16, 16:7, 16:11  |
| 24-11-2012 | Wohlen           | 1.000 Punkte | Granulat   | Agnes Darnyik           | Niederlage      | 14:16, 7:16         |
| 27-01-2013 | Podčetrtek       | 1.000 Punkte | Parkett    | Agnes Darnyik           | Sieg            | 16:6, 9:16, 16:10   |
| 16-03-2013 | Budapest         | 1.000 Punkte | Parkett    | Agnes Darnyik           | Sieg            | 16:11, 16:12        |
| 05-05-2013 | Paris            | 1.000 Punkte | Hart       | Barbora Syč-Krivanova   | Sieg            | 9:16, 16:10, 16:8   |
| 19-05-2013 | Trnava           | 1.000 Punkte | Hart       | Barbora Syč-Krivanova   | Sieg            | 16:9, 16:12         |
| 23-06-2013 | Rijeka           | 1.000 Punkte | Parkett    | Barbora Syč-Krivanova   | Sieg            | 16:10, 16:3         |
| 07-07-2013 | Amstelveen       | 1.000 Punkte | Teppich    | Ellen Martins Rodrigues | Sieg            | 16:4, 16:13         |
| 27-07-2013 | Uzhgorod         | 1.000 Punkte | Parkett    | Barbora Syč-Krivanova   | Sieg            | 16:5, 16:12         |
| 14-09-2013 | Guimaraes        | 1.000 Punkte | Parkett    | Jennifer Greune         | Sieg            | 16:6, 16:8          |
| 26-01-2014 | Podčetrtek       | 1.000 Punkte | Parkett    | Agnes Darnyik           | Niederlage      | 13:16, 16:6, 15:17  |
| 23-03-2014 | Budapest         | 1.000 Punkte | Sand       | Agnes Darnyik           | Sieg            | 16:5, 16:4          |
| 06-04-2014 | Trnava           | 1.000 Punkte | Hart       | Barbora Syč-Krivanova   | Sieg            | 14:16, 16:7, 16:8   |
| 18-05-2014 | Amstelveen       | 1.000 Punkte | Teppich    | Susanne Weckop          | Sieg            | 16:3, 16:7          |
| 01-06-2014 | Zagreb           | 1.000 Punkte | Parkett    | Krisztina Bognar        | Sieg            | 16:6, 16:10         |
| 07-06-2014 | Beograd          | 1.000 Punkte | Sand       | Agnes Darnyik           | Sieg            | 16:8, 16:3          |
| 07-09-2014 | Praga            | 1.000 Punkte | Sand       | Rebecca Nielsen         | Sieg            | 16:11, 16:5         |
| 31-01-2015 | Podčetrtek       | 500 Punkte   | Parkett    | Agnes Darnyik           | Sieg            | 16:12, 16:3         |
| 22-03-2015 | Budapest         | 1.000 Punkte | Kunstrasen | Agnes Darnyik           | Niederlage      | 12:16, 16:11, 9:16  |
| 28-03-2015 | Banska Bystrica  | 500 Punkte   | Hart       | Barbora Syč-Krivanova   | Sieg            | 16:8, 16:14         |
| 14-06-2015 | Zagreb           | 1.000 Punkte | Hart       | Nora Gaal               | Sieg            | 16:7, 16:11         |
| 15-11-2015 | Arlesheim        | 1.000 Punkte | Parkett    | Danaja Knez             | Sieg            | 16:7, 16:6          |
| 13-12-2015 | Tokio            | 500 Punkte   | Parkett    | Aya Udagawa             | Sieg            | 16:12, 16:7         |
| 06-02-2016 | Podčetrtek       | 1.000 Punkte | Parkett    | Agnes Darnyik           | Sieg            | 16:12, 17:19, 16:7  |
| 09-04-2016 | Warschau         | 1.000 Punkte | Hart       | Rebecca Nielsen         | Sieg            | 21:19, 16:8         |
| 29-05-2016 | Zagreb           | 1.000 Punkte | Hart       | Marta Urbanik           | Sieg            | 16:9, 16:11         |
| 04-06-2016 | Budapest         | 1.000 Punkte | Sand/Hart  | Agnes Darnyik           | Sieg            | 16:8, 16:12         |
| 06-05-2017 | Zagreb           | 500 Punkte   | Hart       | Paula Barković          | Sieg            | 16:10, 16:10        |
| 04-06-2017 | Kiskunfelegyhaza | 1.000 Punkte | Hart       | Santa Paegle            | Sieg            | 16:9, 16:6          |
| 10-09-2017 | Fürstenfeldbruck | 1.000 Punkte | Parkett    | Danaja Knez             | Sieg            | 16:5, 16:10         |
| 15-10-2017 | Sombor           | 500 Punkte   | Sand       | Lori Škerl              | Sieg            | 16:12, 16:11        |
| 03-12-2017 | Curepipe         | 500 Punkte   | Hart       | Lori Škerl              | Sieg            | 16:13, 16:8         |
| 18-03-2018 | Laško            | 1.000 Punkte | Hart       | Lori Škerl              | Sieg            | 16:5, 16:10         |
| 29-04-2018 | Kiskunfelegyhaza | 1.000 Punkte | Hart       | Agnes Darnyik           | Sieg            | 14:16, 16:6, 16:14  |
| 30-06-2019 | Wien             | 500 Punkte   | Sand       | Andrea Horn             | Sieg            | 16:9, 16:10         |
| 15-09-2019 | Sombor           | 500 Punkte   | Sand       | Danaja Knez             | Sieg            | 16:6, 16:11         |
| 29-09-2019 | Brno             | 1.000 Punkte | Hart       | Marta Urbanik           | Sieg            | 16:12, 16:13        |
| 17-11-2019 | Gran Canaria     | 500 Punkte   | Parkett    | Anja Rolfes             | Sieg            | 16:12, 16:9         |
| 27-06-2021 | Zagreb           | 500 Punkte   | Plastik    | Danaja Knez             | Sieg            | 16:8, 16:8          |
| 03-07-2021 | Albertirsa       | 500 Punkte   | Parkett    | Tamara Lukačova         | Sieg            | 16:14, 16:11        |
| 28-08-2021 | Poreč            | 500 Punkte   | Sand       | Danaja Knez             | Sieg            | 16:6, 16:13         |
| 05-09-2021 | Radeče           | 500 Punkte   | Parkett    | Anna Hubert             | Sieg            | 16:18, 16:10, 16:12 |
| 11-09-2021 | Sombor           | 500 Punkte   | Sand       | Krisztina Bognar        | Sieg            | 16:7, 16:12         |
| 14-05-2022 | Ljubljana        | 500 Punkte   | Teppich    | Nika Miškulin           | Sieg            | 16:10, 16:14        |
| 25-06-2022 | Radeče           | 500 Punkte   | Parkett    | Agnese Logoša           | Sieg            | 16:5, 16:7          |
| 22-10-2023 | Vélez-Málaga     | 500 Punkte   | Parkett    | Agate Kristiana Spare   | Sieg            | 16:14, 16:6         |
| 02-04-2024 | Noida            | 500 Punkte   | Hart       | Nejka Čater             | Sieg            | 16:5, 16:4          |
| 20-04-2024 | Solt             | 500 Punkte   | Parkett    | Katarína Daduľáková     | Sieg            | 16:6, 16:8          |
| 24-08-2024 | Poreč            | 500 Punkte   | Sand       | Veronika Kunyik         | Sieg            | 16:4, 16:5          |
| 07-09-2024 | Trbovlje         | 500 Punkte   | Teppich    | Nika Miškulin           | Sieg            | 16:10, 16:8         |
| 14-09-2024 | Sombor           | 500 Punkte   | Sand       | Nika Miškulin           | Sieg            | 16:9, 16:5          |
| 05-10-2024 | Donja Stubica    | 500 Punkte   | Parkett    | Eva Župevc              | Sieg            | 4:16, 16:9, 16:6    |
| 13-10-2024 | Arnhem           | 1.000 Punkte | Hart       | Anna Hubert             | Sieg            | 16:14, 16:13        |
| 17-11-2024 | Riga             | 1.000 Punkte | Teppich    | Agnese Logoša           | Niederlage      | Verletzung          |
| 02-03-2025 | Košice           | 1.000 Punkte | Hart       | Agate Kristiana Spare   | Sieg            | 16:9, 16:6          |
| 13-04-2025 | Ljubljana        | 1.000 Punkte | Sand       | Anna Hubert             | Sieg            | 16:13, 16:9         |
| 26-04-2025 | Solt             | 500 Punkte   | Parkett    | Katarína Daduľáková     | Sieg            | 16:7, 16:11         |
| 06-07-2025 | Varaždin         | 1.000 Punkte | Parkett    | Katarína Daduľáková     | Sieg            | 16:4, 16:9          |
| 26-07-2025 | Kiskunhalas      | 500 Punkte   | Sand       | Eva Župevc              | Sieg            | 16:5, 16:7          |

| Cup Turniere |
| ------------ |

| Datum      | Turnier     | Belag           | Finalgegnerin       | Sieg/Niederlage |
| ---------- | ----------- | --------------- | ------------------- | --------------- |
| 26-06-2010 | Radeče      | Parkett/Asphalt | Urška Kolenc        | Sieg            |
| 10-01-2011 | Detva       | Parkett         | Daniela Klinčakova  | Sieg            |
| 19-02-2011 | Kranj       | Parkett         | Helena Halas        | Sieg            |
| 02-04-2011 | Brzeszcze   | Parkett         | Marta Sołtys        | Sieg            |
| 25-06-2011 | Radeče      | Parkett         | Helena Halas        | Niederlage      |
| 26-06-2011 | Zagreb      | Asphalt         | Katarina Turk       | Sieg            |
| 06-08-2011 | Bohinj      | Parkett         | Helena Halas        | Sieg            |
| 20-08-2011 | Fužine      | Asphalt         | Ana Trampetić       | Sieg            |
| 25-02-2012 | Zagreb      | Parkett         | Krisztina Bognar    | Sieg            |
| 19-05-2012 | Trbovlje    | Parkett         | Helena Halas        | Sieg            |
| 23-06-2012 | Radeče      | Parkett/Asphalt | Helena Halas        | Sieg            |
| 14-07-2012 | Ičići       | Sand            | Tea Grofelnik       | Sieg            |
| 04-08-2012 | Bohinj      | Rasen           | Nina Jazbinšek      | Sieg            |
| 13-10-2012 | Zagreb      | Sand            | Agnes Darnyik       | Sieg            |
| 17-11-2012 | Ptuj        | Parkett         | Katarina Turk       | Sieg            |
| 06-04-2013 | Radeče      | Parkett         | Eszter Horvath      | Sieg            |
| 13-07-2013 | Ičići       | Sand            | Agnes Darnyik       | Sieg            |
| 10-08-2013 | Bohinj      | Rasen           | Nora Gaal           | Sieg            |
| 28-09-2013 | Trbovlje    | Parkett         | Eszter Horvath      | Sieg            |
| 03-11-2013 | São Paulo   | Parkett         | Sandra Sorpreso     | Sieg            |
| 27-09-2014 | Trbovlje    | Parkett         | Beata Fenyvesy      | Sieg            |
| 25-04-2015 | Porec       | Sand            | Agnes Darnyik       | Sieg            |
| 26-09-2015 | Trbovlje    | Parkett         | Nora Gaal           | Sieg            |
| 18-06-2016 | Radeče      | Parkett/Asphalt | Danaja Knez         | Sieg            |
| 26-08-2017 | Pula        | Kunstrasen      | Danaja Knez         | Sieg            |
| 18-11-2017 | Radeče      | Parkett         | Rebeka Škerl        | Sieg            |
| 03-03-2018 | Zagreb      | Parkett         | Lori Škerl          | Sieg            |
| 21-09-2019 | Trbovlje    | Parkett         | Danaja Knez         | Sieg            |
| 29-08-2020 | Radeče      | Parkett         | Pika Rogelj         | Sieg            |
| 24-04-2021 | Zagreb      | Kunstrasen      | Gala Zukić          | Sieg            |
| 31-07-2021 | Kiskunhalas | Sand            | Alida Jerković      | Sieg            |
| 06-11-2021 | Opatija     | Parkett         | Nika Miškulin       | Sieg            |
| 26-02-2022 | Solt        | Parkett         | Tamara Lukačova     | Sieg            |
| 26-03-2022 | Zagreb      | Kunstrasen      | Danaja Knez         | Sieg            |
| 22-05-2022 | Las Palmas  | Parkett         | Raquel Diaz Santana | Sieg            |
| 28-05-2022 | Zabok       | Parkett         | Alida Jerković      | Sieg            |
| 27-05-2023 | Zabok       | Parkett         | Nika Miškulin       | Sieg            |
| 24-02-2024 | Zagreb      | Parkett         | Nika Miškulin       | Sieg            |
| 21-09-2024 | Varaždin    | Parkett         | Nika Miškulin       | Sieg            |
| 22-02-2025 | Zagreb      | Parkett         | Eva Župevc          | Sieg            |
| 21-06-2025 | Radeče      | Parkett         | Tija Bervar         | Sieg            |

| Cup Turniere – Kategorie Open |
| ----------------------------- |

| Datum      | Turnier | Belag           | Finalgegner   | Sieg/Niederlage       |
| ---------- | ------- | --------------- | ------------- | --------------------- |
| 21-06-2014 | Radeče  | Parkett/Asphalt | Robi Titovšek | Niederlage            |
| 13-09-2014 | Krapina | Parkett         | Gergely Racz  | Sieg                  |
| 19-06-2015 | Radeče  | Parkett         | Robi Titovšek | Niederlage/Verletzung |

### Doppel
| ICO World Series |
| ---------------- |

| Datum      | Turnier          | Rank/Punkte  | Belag      | Partner            | Kategorie     | Finalgegner                                      | Sieg/Niederlage | Finalergebnis            |
| ---------- | ---------------- | ------------ | ---------- | ------------------ | ------------- | ------------------------------------------------ | --------------- | ------------------------ |
| 09-06-2012 | Beograd          | 1.000 Punkte | Sand       | Matjaž Šušteršič   | Open Doppel   | Per Hjalmarson/Mattias Aronsson                  | Niederlage      | 6:16, 14:16              |
| 27-01-2013 | Podčetrtek       | 1.000 Punkte | Parkett    | Matjaž Šušteršič   | Open Doppel   | Robi Titovšek/Samo Lipušček                      | Niederlage      | 13:16, 15:17             |
| 23-06-2013 | Rijeka           | 1.000 Punkte | Parkett    | Matjaž Šušteršič   | Open Doppel   | Robi Titovšek/Samo Lipušček                      | Niederlage      | 13:16, 16:13 7:16        |
| 07-07-2013 | Amsterdam        | 1.000 Punkte | Teppich    | Matjaž Šušteršič   | Mixed Doppel  | Ellen Martins Rodrigues/Sönke Kaatz              | Niederlage      | 10:16, 19:21             |
| 27-07-2013 | Uzhgorod         | 1.000 Punkte | Parkett    | Matjaž Šušteršič   | Open Doppel   | Gergely Racz/Laszlo Racz                         | Sieg            | 12:16, 17:15, 17:15      |
| 14-09-2013 | Guimaraes        | 1.000 Punkte | Parkett    | Matjaž Šušteršič   | Open Doppel   | Patrick Schüsseler/Robin Joop                    | Niederlage      | 8:16, 8:16               |
| 18-05-2014 | Amstelveen       | 1.000 Punkte | Teppich    | Matjaž Šušteršič   | Mixed Doppel  | Susanne Weckop/Michael von Lennep                | Sieg            | 16:9, 16:13              |
| 31-05-2014 | Zagreb           | 1.000 Punkte | Parkett    | Matjaž Šušteršič   | Mixed Doppel  | Henrieta Syč-Krivanova/Jan Ščavnicky             | Sieg            | 16:7, 16:8               |
| 07-06-2014 | Beograd          | 1.000 Punkte | Sand       | Matjaž Šušteršič   | Open Doppel   | Myhailo Mandryk / Jan Ščavnicky                  | Niederlage      | 15:17, 7:16              |
| 07-09-2014 | Praga            | 1.000 Punkte | Sand       | Matjaž Šušteršič   | Mixed Doppel  | Anna Borek/Julien Soos                           | Niederlage      | 14:16, 18:20             |
| 31-01-2015 | Podčetrtek       | 500 Punkte   | Parkett    | Matjaž Šušteršič   | Mixed Doppel  | Agnes Darnyik/Tamas Dozsa                        | Sieg            | 8:16, 16:14, 16:12       |
| 22-03-2015 | Budapest         | 1.000 Punkte | Kunstrasen | Matjaž Šušteršič   | Mixed Doppel  | Anna Borek/Julien Soos                           | Sieg            | 16:13, 19:17             |
| 28-03-2015 | Banska Bystrica  | 500 Punkte   | Hart       | Matjaž Šušteršič   | Mixed Doppel  | Danaja Knez / Melker Ekberg                      | Niederlage      | 8:16, 13:16              |
| 13-06-2015 | Zagreb           | 1.000 Punkte | Hart       | Matjaž Šušteršič   | Mixed Doppel  | Edit Veresne Osvay/Gergely Racz                  | Sieg            | 16:6, 18:16              |
| 11-12-2015 | Tokio            | 500 Punkte   | Parkett    | Matjaž Šušteršič   | Mixed Doppel  | Yuka Aketa/Akihiko Nishimura                     | Niederlage      | 16:13, 18:20, 14:16      |
| 07-02-2016 | Podčetrtek       | 1.000 Punkte | Parkett    | Patrick Schüsseler | Open Doppel   | Gergely Racz/Laszlo Racz                         | Sieg            | 16:10, 16:14             |
| 29-05-2016 | Zagreb           | 1.000 Punkte | Hart       | Matjaž Šušteršič   | Mixed Doppel  | Lori Škerl/Jaša Jovan                            | Sieg            | 16:12, 16:14             |
| 06-05-2017 | Zagreb           | 500 Punkte   | Hart       | Matjaž Šušteršič   | Mixed Doppel  | Laura Barković/Nikola Kučina                     | Sieg            | 16:7, 16:10              |
| 10-09-2017 | Fürstenfeldbruck | 1.000 Punkte | Parkett    | Matjaž Šušteršič   | Mixed Doppel  | Lori Škerl/Jaša Jovan                            | Niederlage      | 14:16, 16:11, 13:16      |
| 15-10-2017 | Sombor           | 500 Punkte   | Sand       | Matjaž Šušteršič   | Mixed Doppel  | Paula Barković/Nikola Kučina                     | Niederlage      | 13:16, 16:14, 11:16      |
| 03-12-2017 | Curepipe         | 500 Punkte   | Hart       | Matjaž Šušteršič   | Open Doppel   | Daniel Mourat/Giovanni Crouche                   | Sieg            | 16:8, 16:5               |
| 18-03-2018 | Laško            | 1.000 Punkte | Hart       | Matjaž Šušteršič   | Mixed Doppel  | Kristina Ščavnička/Jan Ščavničky                 | Sieg            | 16:12, 13:16, 16:12      |
| 29-04-2018 | Kiskunfelegyhaza | 1.000 Punkte | Hart       | Matjaž Šušteršič   | Mixed Doppel  | Lori Škerl/Jaša Jovan                            | Sieg            | 16:13, 16:3              |
| 05-05-2018 | Zagreb           | 500 Punkte   | Hart       | Matjaž Šušteršič   | Mixed Doppel  | Alida Jerković/Boris Jerković                    | Sieg            | 16:6, 16:10              |
| 27-04-2019 | Zagreb           | 500 Punkte   | Hart       | Matjaž Šušteršič   | Mixed Doppel  | Paula Barković/Nikola Kučina                     | Niederlage      | 16:13, 13:16, 12:16      |
| 15-09-2019 | Sombor           | 500 Punkte   | Sand       | Matjaž Šušteršič   | Mixed Doppel  | Danaja Knez/Jaša Jovan                           | Sieg            | 16:14, 16:9              |
| 29-09-2019 | Brno             | 1.000 Punkte | Hart       | Sönke Kaatz        | Mixed Doppel  | Edit Osvay/Pal Padar                             | Sieg            | 16:14, 16:8              |
| 17-11-2019 | Gran Canaria     | 500 Punkte   | Parkett    | Matjaž Šušteršič   | Mixed Doppel  | Krisztina Takacs / Marcel v. d. Laan             | Sieg            | 16:7, 16:4               |
| 27-06-2021 | Zagreb           | 500 Punkte   | Plastik    | Matjaž Šušteršič   | Mixed Doppel  | Danaja Knez / Adrian Lutz                        | Sieg            | 16:9, 15:17, 16:6        |
| 03-07-2021 | Albertirsa       | 500 Punkte   | Parkett    | Matjaž Šušteršič   | Mixed Doppel  | Edit Osvay/Pal Padar                             | Niederlage      | 11:16, 16:11, 14:16      |
| 28-08-2021 | Poreč            | 500 Punkte   | Sand       | Matjaž Šušteršič   | Mixed Doppel  | Laura Jagečić / Erik Damstuen Brandt             | Sieg            | 15:17, 16:8, 16:3        |
| 05-09-2021 | Radeče           | 500 Punkte   | Parkett    | Matjaž Šušteršič   | Mixed Doppel  | Edit Osvay/Pal Padar                             | Sieg            | 16:11, 16:10             |
| 11-09-2021 | Sombor           | 500 Punkte   | Sand       | Matjaž Šušteršič   | Mixed Doppel  | Alida Jerković/Boris Jerković                    | Sieg            | 16:11, 16:8              |
| 14-05-2022 | Ljubljana        | 500 Punkte   | Teppich    | Matjaž Šušteršič   | Mixed Doppel  | Kitti Dosa-Racz/Oliver Vincze                    | Sieg            | 16:14, 15:17, 11:16 (RR) |
| 25-06-2022 | Radeče           | 500 Punkte   | Parkett    | Alen Baumkirher    | Mixed Doppel  | Danaja Knez/Jaša Jovan                           | Sieg            | 16:9, 17:19, 16:8        |
| 03-06-2023 | Solt             | 500 Punkte   | Parkett    | Eva Župevc         | Open Doppel   | Marcell Kovacs/David Kozari                      | Niederlage      | 10:16, 17:15, 8:16       |
| 22-10-2023 | Vélez-Málaga     | 500 Punkte   | Parkett    | Matjaž Šušteršič   | Mixed Doppel  | Eva Sacilotto/Jean-Sebastien Velasco             | Sieg            | 16:13, 12:16, 17:15      |
| 02-04-2024 | Noida            | 500 Punkte   | Hart       | Matjaž Šušteršič   | Mixed Doppel  | Nejka Čater/Rok Hudoklin                         | Sieg            | 16:6, 16:9               |
| 20-04-2024 | Solt             | 500 Punkte   | Parkett    | Jaša Jovan         | Open Doppel   | Katarina Dadulakova/Vladimir Pjecha              | Sieg            | 16:13, 16:6              |
| 08-06-2024 | Radeče           | 500 Punkte   | Parkett    | Jaša Jovan         | Mixed Doppel  | Alida Jerković/Boris Jerković                    | Sieg            | 16:6, 16:5               |
| 07-09-2024 | Trbovlje         | 500 Punkte   | Teppich    | Jaša Jovan         | Open Doppel   | Danaja Knez/Tilen Knez                           | Sieg            | 16:7, 16:5               |
| 05-10-2024 | Donja Stubica    | 500 Punkte   | Parkett    | Matjaž Šušteršič   | Open Doppel   | Nika Miškulin/Damir Baković                      | Sieg            | 16:9, 16:5               |
| 13-10-2024 | Arnhem           | 1.000 Punkte | Hart       | Matjaž Šušteršič   | Mixed Doppel  | Marta Urbanik / Jean-Sebastien Velasco           | Sieg            | 16:4, 16:10              |
| 17-11-2024 | Riga             | 1.000 Punkte | Teppich    | Jaša Jovan         | Mixed Doppel  | Anna Hubert/Sönke Kaatz                          | Niederlage      | 18:20, 16:10, 8:16       |
| 02-03-2025 | Košice           | 1.000 Punkte | Hart       | Jaša Jovan         | Mixed Doppel  | Marta Urbanik / Wojciech Wilkosz                 | Sieg            | 16:10, 16:9              |
| 13-04-2025 | Ljubljana        | 1.000 Punkte | Sand       | Jaša Jovan         | Mixed Doppel  | Anna Hubert / Jean-Sebastien Velasco             | Sieg            | 16:12, 16:14             |
| 26-04-2025 | Solt             | 500 Punkte   | Parkett    | Eva Župevc         | Frauen Doppel | Márta Huczek-Vízkeleti/Anikó Hodonickiné Andrási | Sieg            | 16:5, 16:4               |
| 06-07-2025 | Varaždin         | 1.000 Punkte | Parkett    | Jaša Jovan         | Mixed Doppel  | Katarína Daduľáková/Viliam Kopilec               | Sieg            | 16:7, 16:13              |
| 26-07-2025 | Kiskunhalas      | 500 Punkte   | Sand       | Eva Župevc         | Open Doppel   | Dávid Takács/Attila Takács                       | Sieg            | 16:14, 23:21             |

| Cup Turniere |
| ------------ |

| Datum      | Turnier     | Belag      | Partner          | Kategorie    | Finalgegner                                 | Sieg/Niederlage |
| ---------- | ----------- | ---------- | ---------------- | ------------ | ------------------------------------------- | --------------- |
| 25-02-2012 | Zagreb      | Parkett    | Matjaž Šušteršič | Open Doppel  | Peter Vincze/Gabor Revesz                   | Niederlage      |
| 28-09-2013 | Trbovlje    | Parkett    | Matjaž Šušteršič | Open Doppel  | Eszter Horvath/Gabor Revesz                 | Sieg            |
| 03-11-2013 | São Paulo   | Parkett    | Matjaž Šušteršič | Mixed Doppel | Carolina Naltchadjian/Marco Oliveira        | Sieg            |
| 30-11-2013 | Ptuj        | Parkett    | Matjaž Šušteršič | Open Doppel  | Robi Titovšek/Samo Lipušček                 | Niederlage      |
| 21-06-2014 | Radeče      | Parkett    | Matjaž Šušteršič | Open Doppel  | Bojan Jerman/Alen Baumkirher                | Sieg            |
| 13-09-2014 | Krapina     | Parkett    | Matjaž Šušteršič | Open Doppel  | Ferenc Kiss/Gyula Toth                      | Sieg            |
| 27-09-2014 | Trbovlje    | Parkett    | Matjaž Šušteršič | Open Doppel  | Oliver Vincze/Karoly Vincze                 | Sieg            |
| 25-04-2015 | Porec       | Sand       | Matjaž Šušteršič | Mixed Doppel | Agnes Darnyik/Tamas Dozsa                   | Sieg            |
| 19-06-2015 | Radeče      | Parkett    | Matjaž Šušteršič | Open Doppel  | Lori Škerl/Jaša Jovan                       | Sieg            |
| 26-09-2015 | Trbovlje    | Parkett    | Matjaž Šušteršič | Open Doppel  | Silvo Vidmar/Alen Baumkirher                | Sieg            |
| 27-02-2016 | Zagreb      | Parkett    | Matjaž Šušteršič | Open Doppel  | Danaja Knez/Jaša Jovan                      | Niederlage      |
| 10-06-2017 | Sombor      | Rasen      | Matjaž Šušteršič | Mixed Doppel | Danaja Knez/Jaša Jovan                      | Niederlage      |
| 26-08-2017 | Pula        | Kunstrasen | Matjaž Šušteršič | Mixed Doppel | Danaja Knez/Jaša Jovan                      | Niederlage      |
| 18-11-2017 | Radeče      | Parkett    | Matjaž Šušteršič | Mixed Doppel | Zrinka Jagečić / Severin Wirth              | Sieg            |
| 03-03-2018 | Zagreb      | Parkett    | Matjaž Šušteršič | Mixed Doppel | Paula Barković/Nikola Kučina                | Sieg            |
| 02-03-2019 | Zagreb      | Sand       | Matjaž Šušteršič | Mixed Doppel | Laura Jagečić / Oliver Vincze               | Sieg            |
| 22-06-2019 | Radeče      | Parkett    | Matjaž Šušteršič | Open Doppel  | Alen Baumkirher/Bojan Jerman                | Sieg            |
| 21-09-2019 | Trbovlje    | Parkett    | Matjaž Šušteršič | Mixed Doppel | Gala Zukić/Vedran Ružić                     | Sieg            |
| 24-04-2021 | Zagreb      | Kunstrasen | Matjaž Šušteršič | Mixed Doppel | Gala Zukić/Damir Baković                    | Sieg            |
| 31-07-2021 | Kiskunhalas | Sand       | Matjaž Šušteršič | Mixed Doppel | Alida Jerković/Boris Jerković               | Sieg            |
| 26-02-2022 | Solt        | Parkett    | Matjaž Šušteršič | Mixed Doppel | Kitti Dosa-Racz/Oliver Vincze               | Sieg            |
| 22-05-2022 | Las Palmas  | Parkett    | Matjaž Šušteršič | Mixed Doppel | Elena Afonso Falcon/Daniel Robles Rodriguez | Sieg            |
| 28-05-2022 | Zabok       | Parkett    | Matjaž Šušteršič | Mixed Doppel | Alida Jerković/Boris Jerković               | Sieg            |
| 27-05-2023 | Zabok       | Parkett    | Matjaž Šušteršič | Open Doppel  | Nika Miškulin/Damir Baković                 | Sieg            |
| 17-06-2023 | Radeče      | Parkett    | Danaja Knez      | Open Doppel  | Matjaž Šušteršič/Andrej Šušteršič           | Sieg            |
| 24-02-2024 | Zagreb      | Parkett    | Matjaž Šušteršič | Mixed Doppel | Daniela Zdeličan/Damir Baković              | Sieg            |
| 21-09-2024 | Varaždin    | Parkett    | Matjaž Šušteršič | Mixed Doppel | Nika Miškulin/Damir Baković                 | Sieg            |
| 22-02-2025 | Zagreb      | Parkett    | Matjaž Šušteršič | Mixed Doppel | Martina Gorički/Nebojša Aleksić             | Sieg            |
| 21-06-2025 | Radeče      | Parkett    | Matjaž Šušteršič | Mixed Doppel | Nika Gorički / Kristjan Dolinšek            | Sieg            |